# Ilsan
Ilsan-gu is een voormalig district in Goyang, een voorstad ten noordwesten van Seoel, de hoofdstad van Zuid-Korea. Ilsan werd op 16 mei 2005 gesplitst in de districten Ilsandong-gu (Ilsan-Oost) en Ilsanseo-gu (Ilsan-West). De regio heeft een snel groeiend aantal inwoners, als reactie op het tekort aan woonruimte in Seoel.

## geboren
- Kim Nam-joon (van de band BTS)